# 最高人民法院民事审判第四庭
最高人民法院民事审判第四庭，位于北京市东城区东交民巷27号，是中华人民共和国最高人民法院内设机构。

## 沿革
1955年，最高人民法院增设交通运输审判庭，1958年撤销。1987年3月24日，恢复设立交通运输审判庭。2000年，最高人民法院设立民事审判第四庭，由原交通运输审判庭及经济审判庭涉外组组成。

## 职能
2000年12月4日，《最高人民法院机关内设机构及新设事业单位职能》（法发〔2000〕30号）发布，其中规定最高人民法院机关内设机构有民事审判第四庭，职能是：
1. 审判第一、二审海事案件。
2. 审判第一、二审法人之间、法人与其他组织之间的合同和侵权涉外、涉港、澳、台案件；审判第一、二审证券、期货、票据、公司、破产等涉外、涉港澳台案件；审判第一、二审信用证案件。
3. 审查申请撤销、承认和强制执行国际仲裁裁决、外国法院判决的案件。
4. 审查有关涉外仲裁条款效力的案件。
5. 审查处理不服高级人民法院生效裁判的海事申请再审的案件及少数立案庭移送的不服中级人民法院和海事法院生效裁判的海事申请再审的案件、海事行政案件和有关海事扣船执行案件。
6. 审批高级人民法院相关案件延长审限的申请[2]。

目前民事审判第四庭“主要负责最高人民法院审理的第一、二审涉外、涉港澳台民商事案件和海事、海商案件；审判不服下级人民法院生效裁判的涉外、涉港澳台民商事和海事、海商审判监督案件；指导有关审判工作。”

## 历任庭长、副庭长

### 交通运输审判庭
| 庭长 - 曾汉周（1954年11月8日—？） - 韩明曾（1981年9月10日—1982年5月4日） - 李国堂（1987年9月5日—1992年7月1日） | 副庭长 - 韩明曾（1980年8月26日—1981年9月10日） - 王良（1980年8月26日—？） - 宋雅亭（1982年5月4日—1983年9月2日） - 丁汾（1982年5月4日—1983年） - 傅旭梅（1990年6月28日—1994年5月12日） - 王茂深（1992年9月4日—1998年8月29日） - 冯立奇（1996年5月15日—1999年12月25日） - 王彦君（1998年11月4日—2000年） |

### 民事审判第四庭
| 庭长 - 俞灵雨（2002年2月28日—2004年6月25日） - 钱锋（2004年10月27日—2008年2月28日） - 刘贵祥（2008年12月27日—2013年6月29日） - 罗东川（2013年6月29日—2015年8月29日） - 张勇健（2015年11月4日—2019年1月30日） - 王淑梅（2019年4月23日—） | 副庭长 - 王彦君（2000年8月25日—2016年2月26日） - 俞灵雨（2001年6月30日—2002年2月28日） - 王玧（2003年6月28日—2011年8月26日） - 周帆（2011年8月26日—2016年11月7日） - 刘敬东（2015年4月24日—2017年11月4日） - 王淑梅（2016年2月26日—2019年4月23日） - 高晓力（2017年9月1日—2020年6月20日） - 沈红雨（2020年6月20日—） - 张树明（2021年8月20日—） - 胡方（2021年8月20日—） |